# Mort d'Aboubacar Fofana
L'affaire Aboubacar Fofana concerne la mort d'un jeune homme à la suite du tir d'un CRS au cours d'un contrôle de police le 3 juillet 2018, dans la cité HLM du Breil à Nantes.
Le policier plaide initialement la légitime défense puis revient sur sa première déclaration et parle de « coup accidentel ». Cette mort entraîne une série de nuits d’émeutes dans plusieurs quartiers de l'agglomération nantaise.

## La victime
Aboubacar Fofana est né le 9 juin 1996. Il est originaire de Garges-lès-Gonesse, arrivé il y a plusieurs années dans la cité et ayant de la famille dans la cité, il vivait chez son oncle et sa tante. Il se faisait surnommer « Le Loup » en référence à son caractère solitaire. Lors du contrôle qui a conduit à sa mort, il était, selon des sources policières, « sous le coup d'un mandat d'arrêt dans une procédure pour vol en bande organisée et recel, depuis le 15 juin. ».

## Versions du CRS
Le CRS déclare initialement avoir tiré pour se protéger lorsque le jeune, en faisant marche arrière précipitamment, avait percuté un autre CRS au niveau du genou. Mis en garde à vue « du chef de violences volontaires par personne dépositaire de l’autorité publique ayant entraîné la mort sans intention de la donner », il change sa déclaration, alors que plusieurs sources journalistiques affirment avoir visionné des vidéos contredisant sa version des faits. 
Selon Laurent-Franck Lienard, l'avocat du policier, ce dernier « a reconnu avoir fait une déclaration qui n'était pas conforme à la vérité. Il a déclaré que c'était un tir accidentel ». Selon sa nouvelle version des faits, l'agent aurait tenté d'arrêter Aboubacar Fofana qui selon lui tentait de fuir, en l'attrapant par le bras d'une main tandis qu'il tenait son arme de service dans l'autre. Le coup de feu alors serait parti de manière involontaire.
Une reconstitution est organisée le 25 septembre 2020 pour confronter les thèses du tir accidentel et de l'homicide.

## Réactions de la famille d'Aboubacar Fofana
La famille a affirmé au quotidien régional Ouest-France qu'elle avait le sentiment que sa parole n’avait pas le même poids que celle du fonctionnaire de police. Elle a dit ressentir un sentiment d'humiliation et a émis des réserves sur la dernière déclaration du policier.

## Émeutes urbaines
Les nuits qui suivent le drame, des quartiers sensibles de Nantes (Dervallières, Malakoff, Bellevue, Bottière, quartiers nord…) et des communes de la banlieue (Rezé, Saint-Herblain, Orvault…) s’embrasent. Les émeutes durent cinq jours émaillés d'actes de saccage et d'incendies volontaires (commerces, équipements publics, véhicules…), dont le véhicule personnel de la Maire de Nantes, Johanna Rolland. Durant cette période la SEMITAN ne dessert plus des quartiers sensibles durant la journée et suspend tout service nocturne.
La famille d'Aboubacar Fofana lance un appel au calme et une marche blanche est organisée le 5 juillet sur les lieux du drame rassemblant 1 000 personnes.
Le 6 juillet, la préfecture prend deux arrêtés : l'un stipulant que « L’achat et la vente au détail, l’enlèvement ou le transport de tout carburant, par jerricanes, cubitainers, bidons, flacons ou récipients divers sont interdits dans tous les points de distribution situés sur l’ensemble des communes de Nantes métropole à l’exception des produits spécifiquement destinés à l’alimentation d’appareils de chauffage individuels » ; l'autre interdisant « toute cession ou vente d’artifices de divertissement, quelle qu’en soit la catégorie ». Ces deux dispositions étant valables jusqu'au 13 juillet.

## Procédure judiciaire
Fin avril 2023, le juge d'instruction clôture son enquête et décide de renvoyer le policier devant la cour criminelle du chef de « coups mortels ». Cette qualification est contestée par les avocats de la famille qui forment appel. Leur objectif est d'obtenir que les faits soient qualifiés de meurtre, ce qui permettrait de pouvoir « discuter de l'intention d'homicide au moment du tir » lors du procès.